# ۳۷ (قمری)
۳۷ (قمری)، سی و هفتمین سال در گاهشماری هجری قمری است. اول محرم این سال برابر با بیست و دوم ژوئن سال ۶۵۷ میلادی است.

## رویدادها
سیاسی
- صفر - نبرد صفین میان سپاه علی بن ابی‌طالب و سپاه معاویه

## زادگان
- حسن مثنی

## درگذشتگان
- عمار یاسر کشته شده در نبرد صفین
- خزیمة بن ثابت کشته شده در نبرد صفین
- اویس قرنی کشته شده در نبرد صفین